# Matehuala (kommun)
Matehuala är en kommun i Mexiko.   Den ligger i delstaten San Luis Potosí, i den centrala delen av landet, 500 km norr om huvudstaden Mexico City.
Följande samhällen finns i Matehuala:
- Matehuala
- Rancho Nuevo
- San José de las Trojes
- San Antonio de las Barrancas
- Carbonera
- Noria de la Cabra
- Santa Brígida
- Centro de Readaptación Social Penitenciaría
- Arroyito del Agua
- Noria de los Castillos
- San José del Plan
- La Bonita
- Las Heroínas Mexicanas
- Crucero del Carmen
- San José de la Viuda